# Kościół San Francesco della Vigna

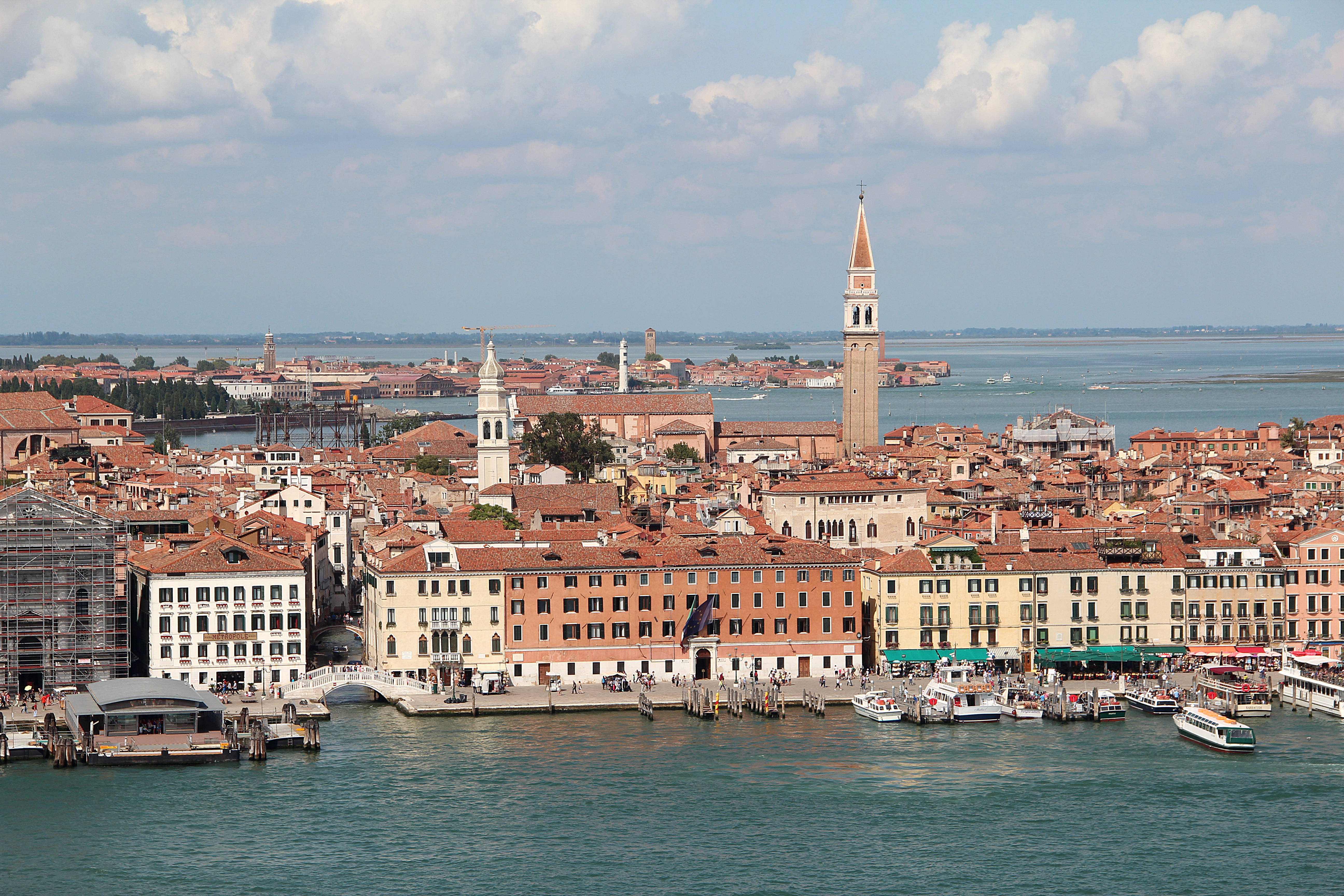
Kościół Francesco della Vigna i jego okolice widziane z dzwonnicy bazyliki San Giorgio Maggiore.

Kościół San Francesco della Vigna (pol. Kościół św. Franciszka na Winnicy) – rzymskokatolicki kościół w Wenecji w dzielnicy (sestiere) Castello). Administracyjnie należy do Patriarchatu Wenecji. Jest kościołem parafialnym parafii Parrocchia di S. Francesco d'Assisi Confessore (vulgo S. Francesco d.Vigna), wchodzącej w skład wikariatu San Marco–Castello. Jest pod wezwaniem św. Franciszka z Asyżu; dodatek „Vigna” w nazwie pochodzi od winnicy (wł. vigna), na terenie której zbudowano kościół.
San Francesco della Vigna jest uważany za jeden z najpiękniejszych renesansowych kościołów Wenecji.

## Historia

### Pierwotny kościół
W miejscu obecnego kościoła i klasztoru istniał przez wiele wieków prawie niezamieszkały, rozległy teren, na którym uprawiano winorośl. Według tradycji było to zarazem miejsce, na które został wyrzucony przez sztorm w drodze powrotnej z Akwilei Święty Marek. Tutejsza laguna, według słów anioła, miała stać się miejscem jego spoczynku, a mające nad nią powstać miasto miało obrać go za swego patrona. Teren ten został podarowany w 1253 roku przez Marca Zianiego, syna doży Wenecji Pietra Zianiego franciszkanom pod budowę klasztoru. Dla upamiętnienia tego wydarzenia do wezwania kościoła i klasztoru (św. Franciszka) dodano określenie „della vigna” („na winnicy”). Widok pierwotnego średniowiecznego kościoła zachował się na mapie miasta autorstwa Barbariego. Kościół ten położony był na rozległej przestrzeni, miał trzyczęściową fasadę, rozczłonkowaną pilastrami, z centralnie umieszczoną rozetą. Do jego prawego boku przylegał klasztor z ogrodem.

### Obecny kościół
15 sierpnia 1534 roku położono kamień węgielny pod budowę obecnego kościoła. Wykonanie projektu powierzono Jacopowi Sansovinowi zamierzając przy okazji zrewitalizować obszar wokół mającego powstać kościoła. Sfinansowania budowy podjął się doża Andrea Gritti. Budowa została ukończona w roku 1554. Sansovino stworzył renesansowe wnętrze, przypuszczalnie pierwsze w Wenecji, ale nie udało mu się ukończyć fasady. Jego projekt zakładał kopułę, której jednak nigdy nie zbudowano. Gritti zmarł w 1538 roku i został pochowany w kościele, w pobliżu ołtarza. Jego miejsce jako sponsora budowy przejął w latach 60. patriarcha Aquilei, Giovanni Grimani, którzy sfinansował fasadę autorstwa Palladia, zbudowaną w 1568 roku. Było to pierwsze kościelne zlecenie Palladia. Architekt miał nadzieję, że budynek, który zasłaniał połowę jego fasady, będzie rozebrany, ale tak nie stało, więc cała fasada widoczna jest obecnie jedynie z ukosa. W połowie XIX wieku A. Pigazzi zbudował nadziemną galerię, wspartą na kolumnach. Połączyła ona od strony zachodniej dawny Convento delle Pizzochere, który został przejęty przez franciszkanów w 1838 roku z Palazzo Nunciato z 1535 roku, należącym pierwotnie do doży Andrei Grittiego, a następnie przekazanym nuncjuszowi papieskiemu w Wenecji. Oba budynki zostały w 1866 roku przejęte przez rząd włoski na siedzibę trybunału wojskowego. W 1917 roku kościół ucierpiał od bomb. W połowie lat 90. XX wieku, gdy okazało się, że jego fasada rozpada się, zabezpieczono ją, a następnie wyremontowano ze środków fundacji Venice in Peril.

### Klasztor
Przylegający do kościoła zespół klasztorny składa się z dwóch dużych klasztorów, z których jeden został zamieniony na cmentarz, zawierający nagrobki wielu słynnych Wenecjan. Obecnie oba klasztory używane są dla celów koncertowych, wystawienniczych oraz jako pawilony Biennale d’Arte.

## Architektura

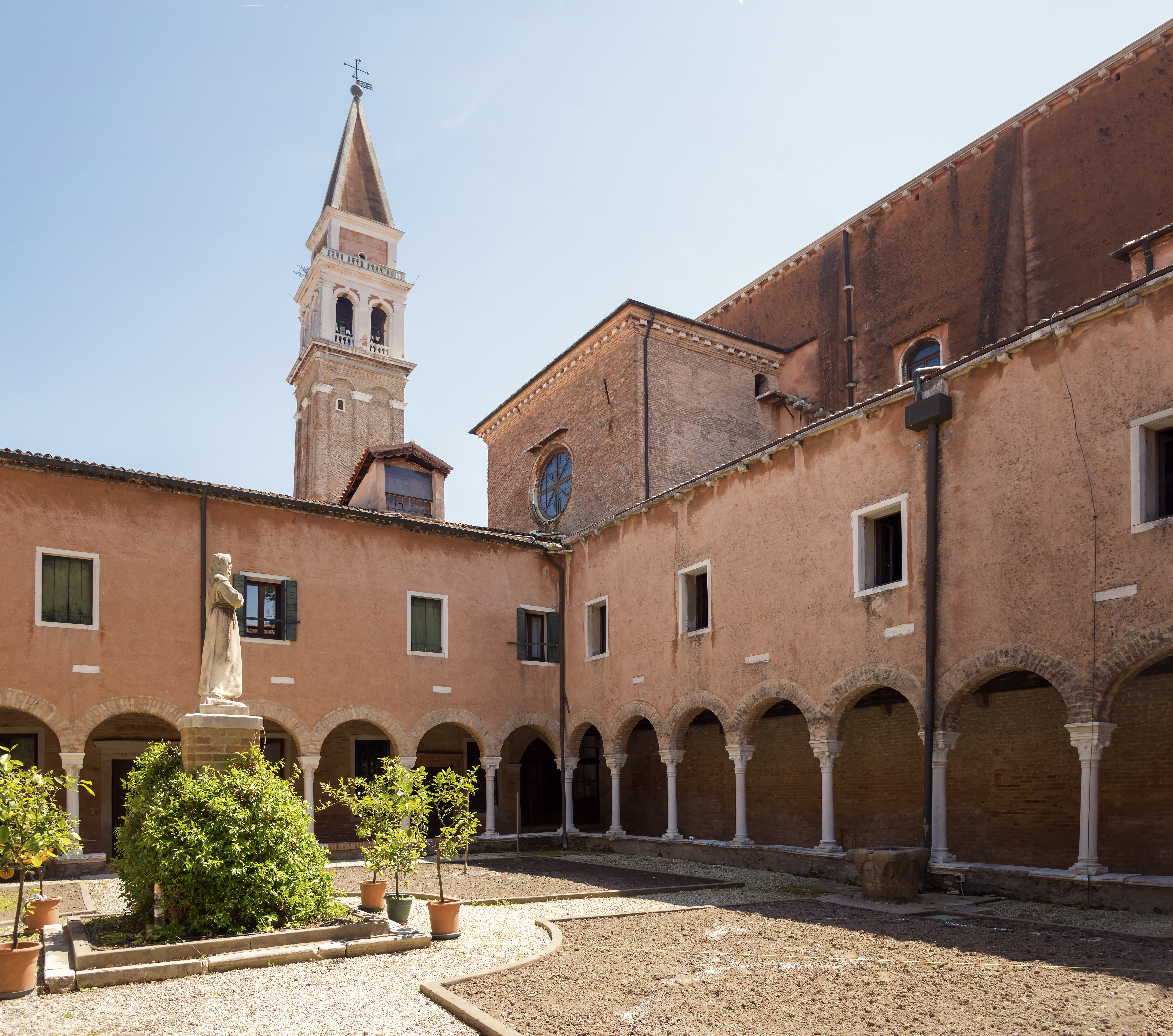
Dziedziniec klasztorny

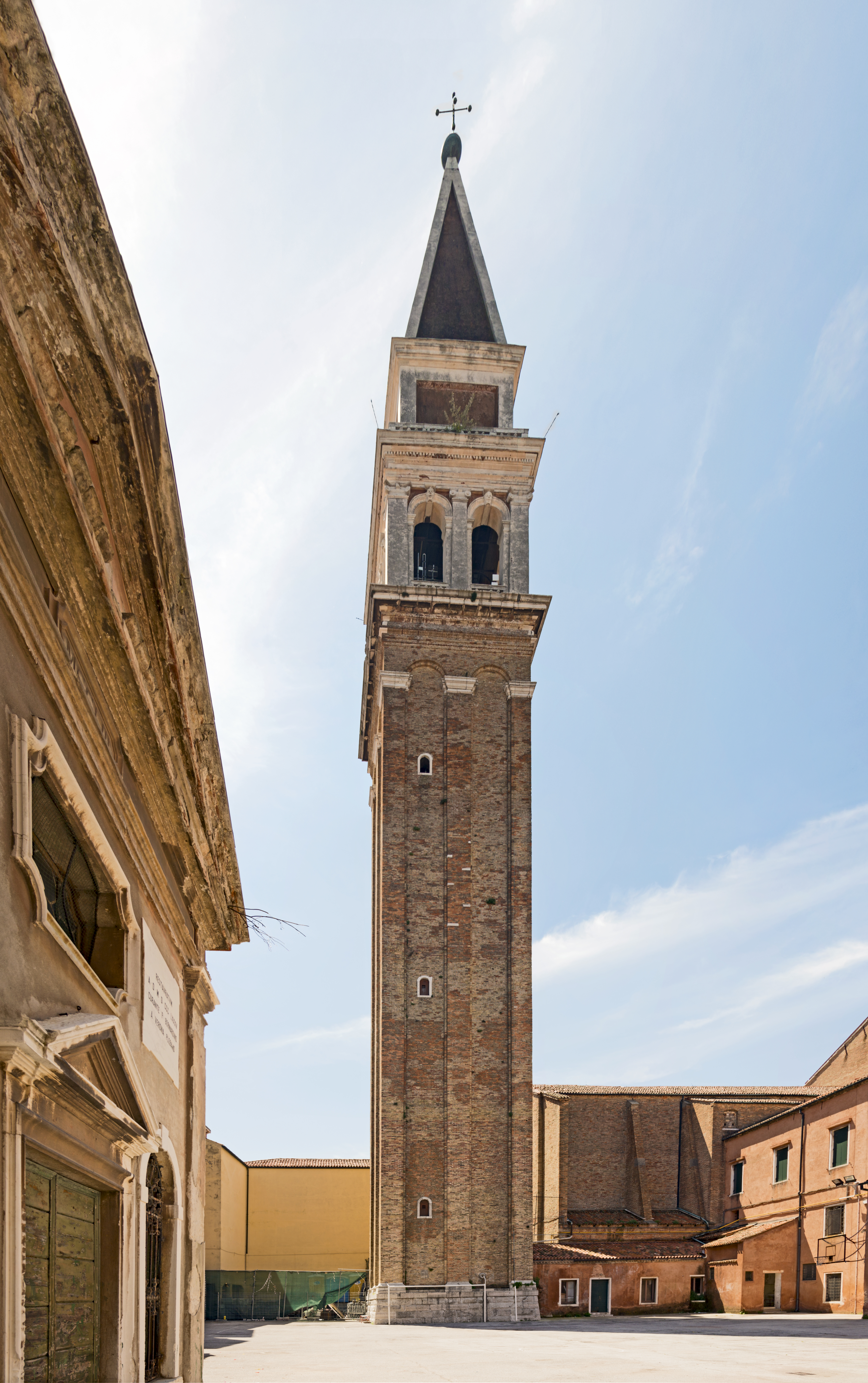
Kampanila

### Wygląd zewnętrzny
Kościół San Francesco della Vigna jest pierwszym projektem Sansovina, zrealizowanym w Wenecji, a jednocześnie pierwszym przykładem architektury zgodnej z wymogami dojrzałego renesansu. Koncepcja rozplanowania świątyni odzwierciedla zarówno starożytne założenia jak i neoplatoński program Francesca Zorziego autora rozprawy poświęconej harmonijnej proporcji. Jego plan zakładał eliminację kopuły, przekształcenie naw bocznych w kaplice i przedłużenie prezbiterium. Proporcje kościoła oparte są na liczbie 3, przykładowo szerokość naw odpowiada 1/3 ich długości.

#### Fasada
Począwszy od Leona Battisty Albertiego architekci doby renesansu czynili próby adaptowania frontonu pojedynczej hali, jaką była jest starożytna świątynia, do planu większej ilości naw w kościołach chrześcijańskich. Projektując fasadę kościoła San Francesco della Vigna Palladio przedstawił swoją pierwszą konkretną odpowiedź na ten problem, po nieudanym projekcie fasady kościoła San Pietro di Castello. Fasada kościoła San Francesco della Vigna zamykająca jego jedyną nawę została zwieńczona wydatnym tympanonem, a jej dwa mniejsze, boczne skrzydła odpowiadające pierwotnym nawom bocznym, zostały zwieńczone półtympanonami. Nad portalem, flankowanym kolumnami znajduje się duże, łukowe okno, a ponad nim, w tympanonie, okrągła płaskorzeźba przedstawiająca orła. Po obu stronach portalu, w nisza ustawiono posągi z brązu, dzieło Tiziana Aspettiego. Dekoracji fasady dopełniają płaskorzeźbione ramy z inskrypcjami.

#### Kampanila
Pierwotna, XIII-wieczna kampanila była ustawicznie niszczona przez uderzenia piorunów i w 1489 roku została wyburzona. Obecna dzwonnica została zbudowana w latach 1571–1581 według projektu Bernarda Ongarina, który został pochowany u jej podstawy, co upamiętnia tablica kommemoracyjna. Mająca 69 m wysokości dzwonnica (tyle samo co dzwonnica kościoła Santa Maria Gloriosa dei Frari), została zbudowana na podobieństwo dzwonnicy św. Marka i tylko jej ustępuje swoją wysokością.

## Wnętrze

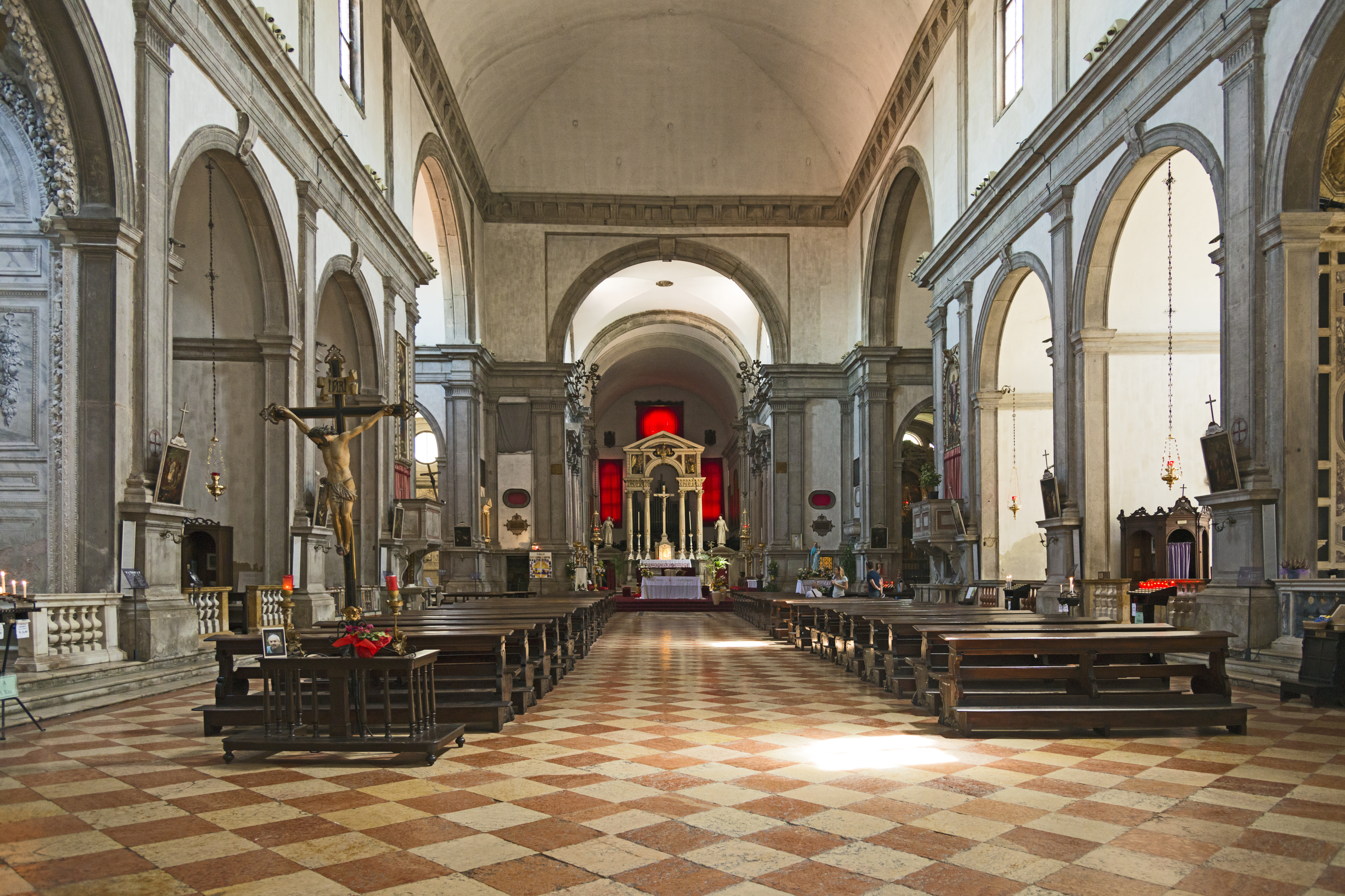
Wnętrze kościoła

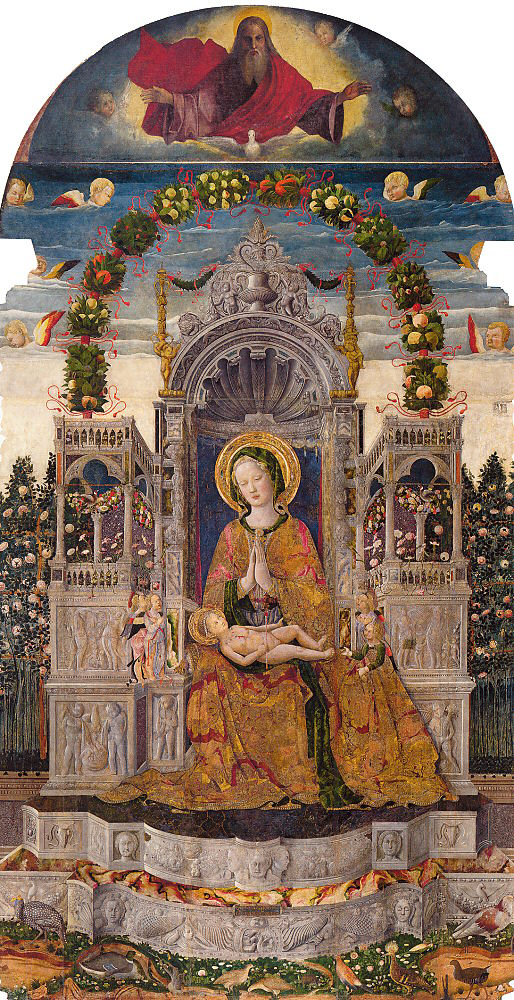
Antonio da Negroponte, Madonna na tronie z Dzieciątkiem na tle kwiatów i owoców (Kaplica Morosini)

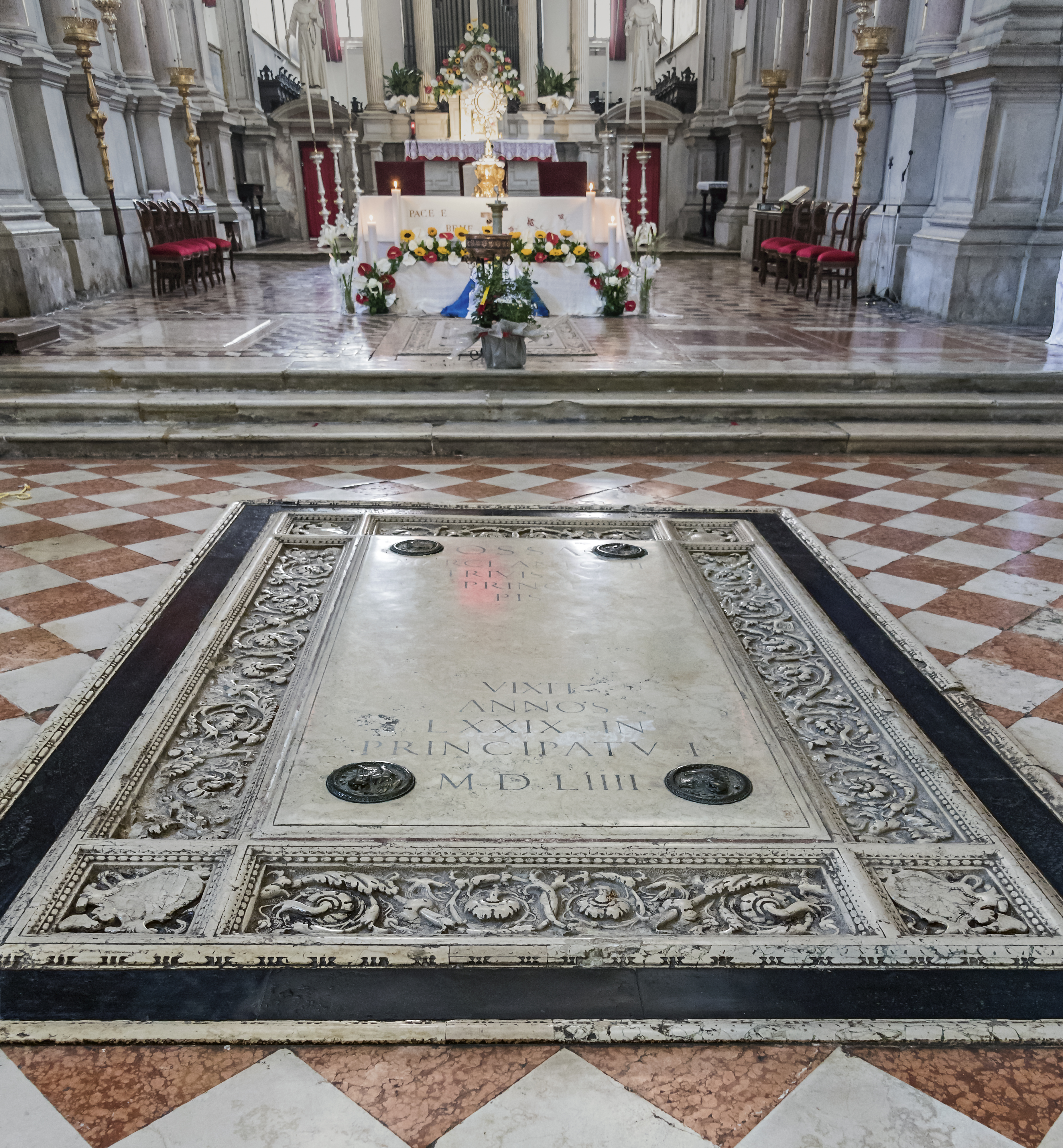
Płyta nagrobna doży Marcantonia Trivisana

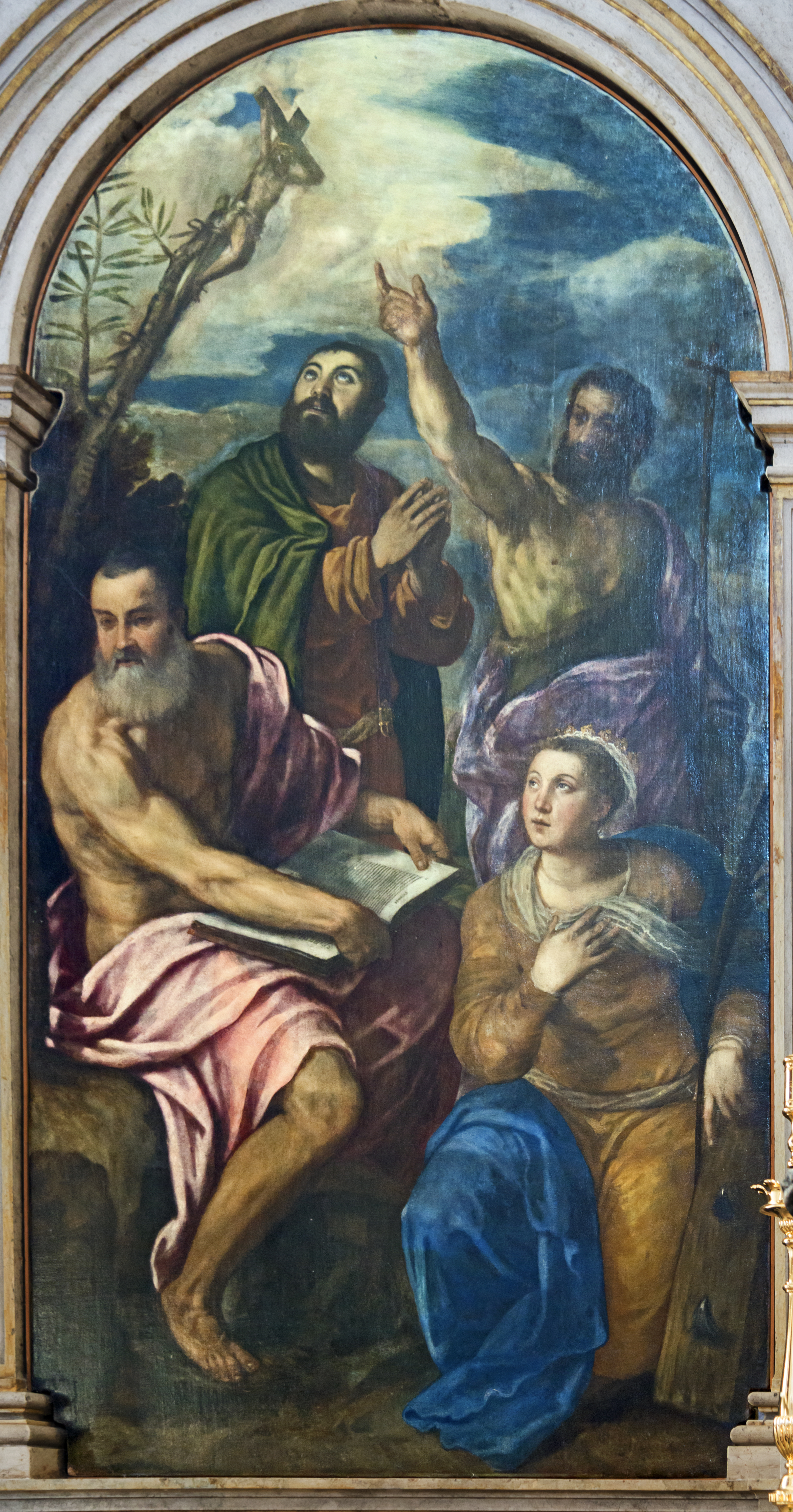
Giuseppe Porta, Święta Katarzyna Aleksandryjska ze Świętymi Hieronimem, Janem Chrzcicielem i Jakubem Apostołem (Kaplica Bragadin)

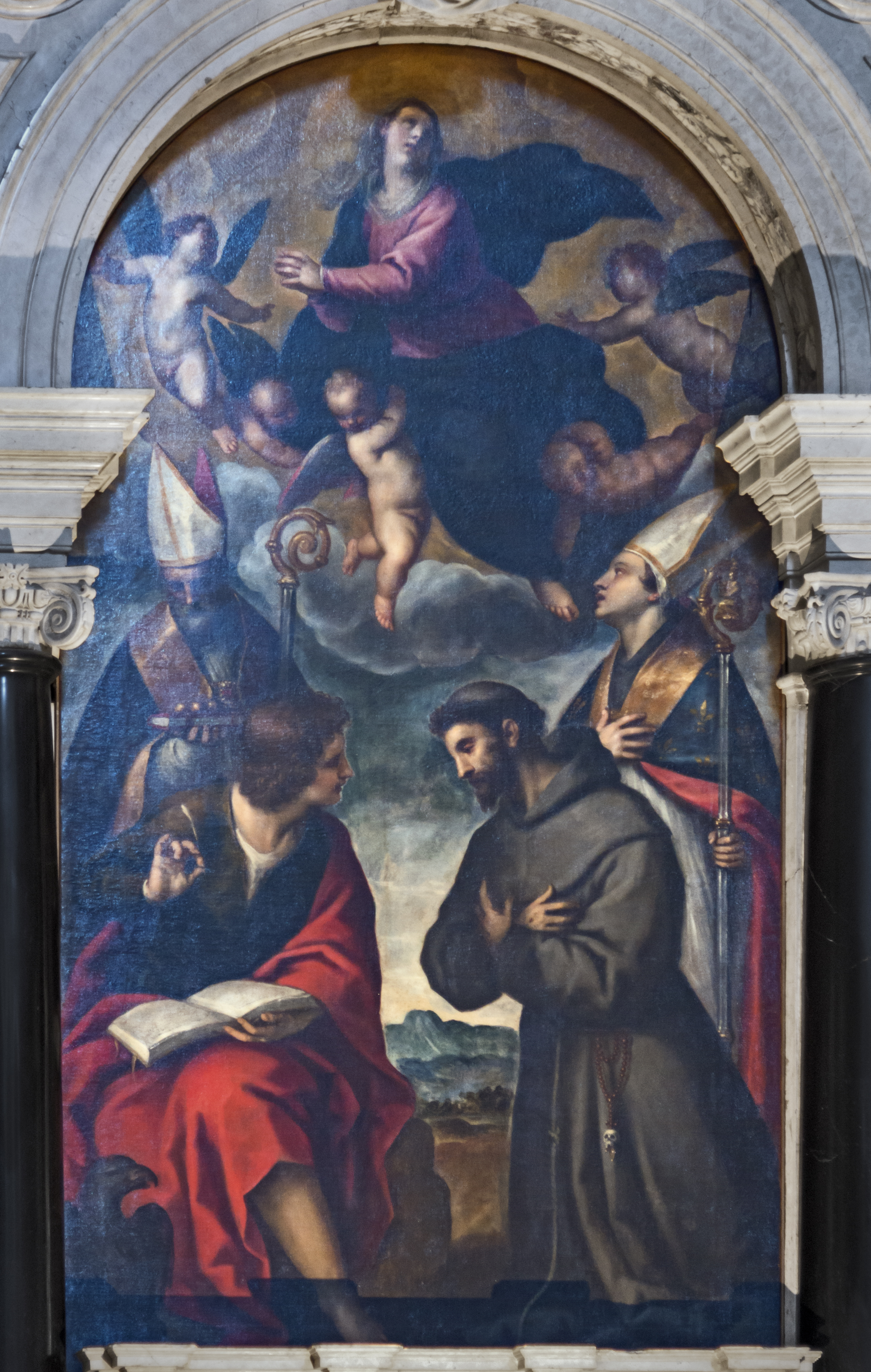
Palma młodszy, Madonna w glorii (Kaplica Contarini)

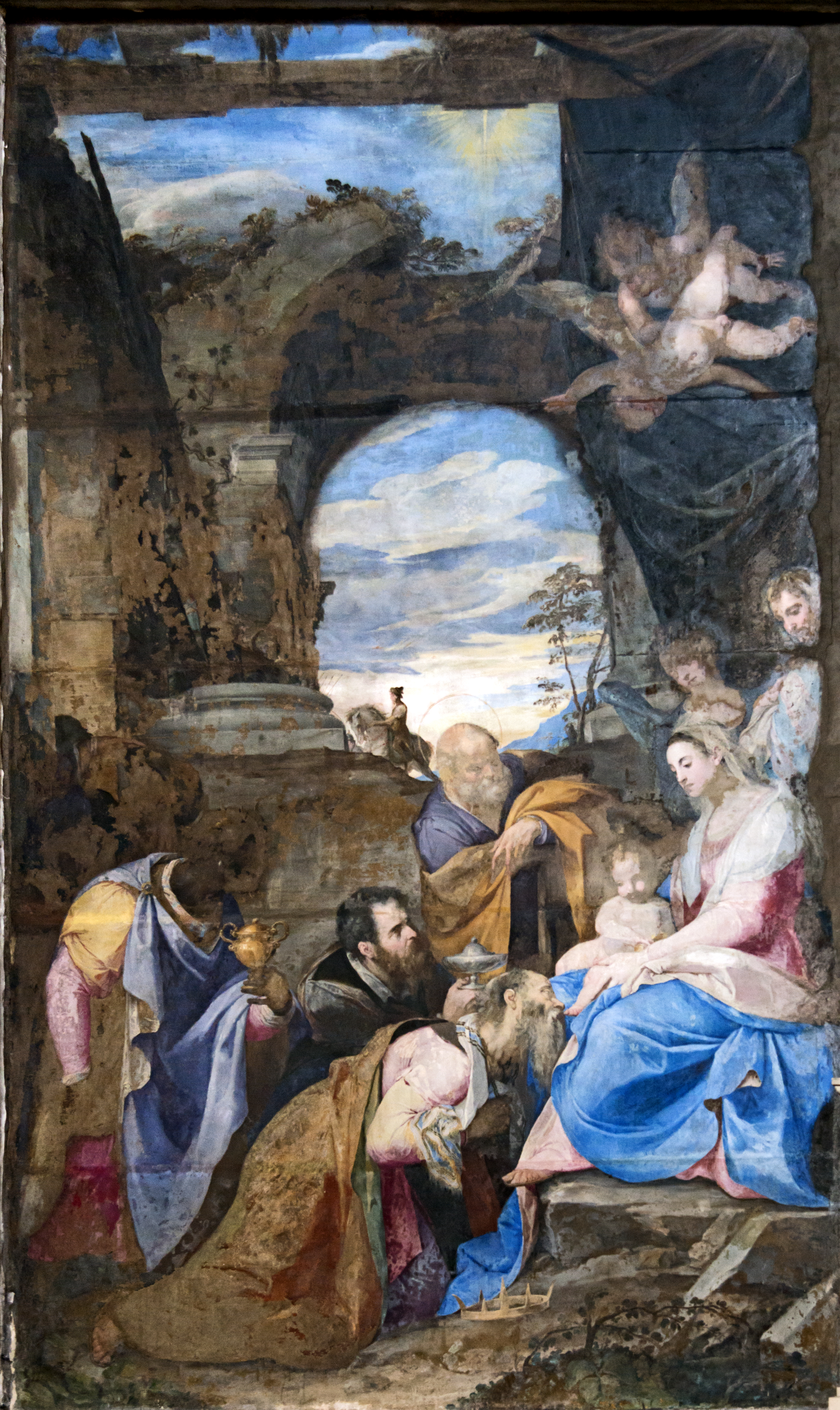
Federico Zuccari, Pokłon Trzech Króli (Kaplica Grimani)

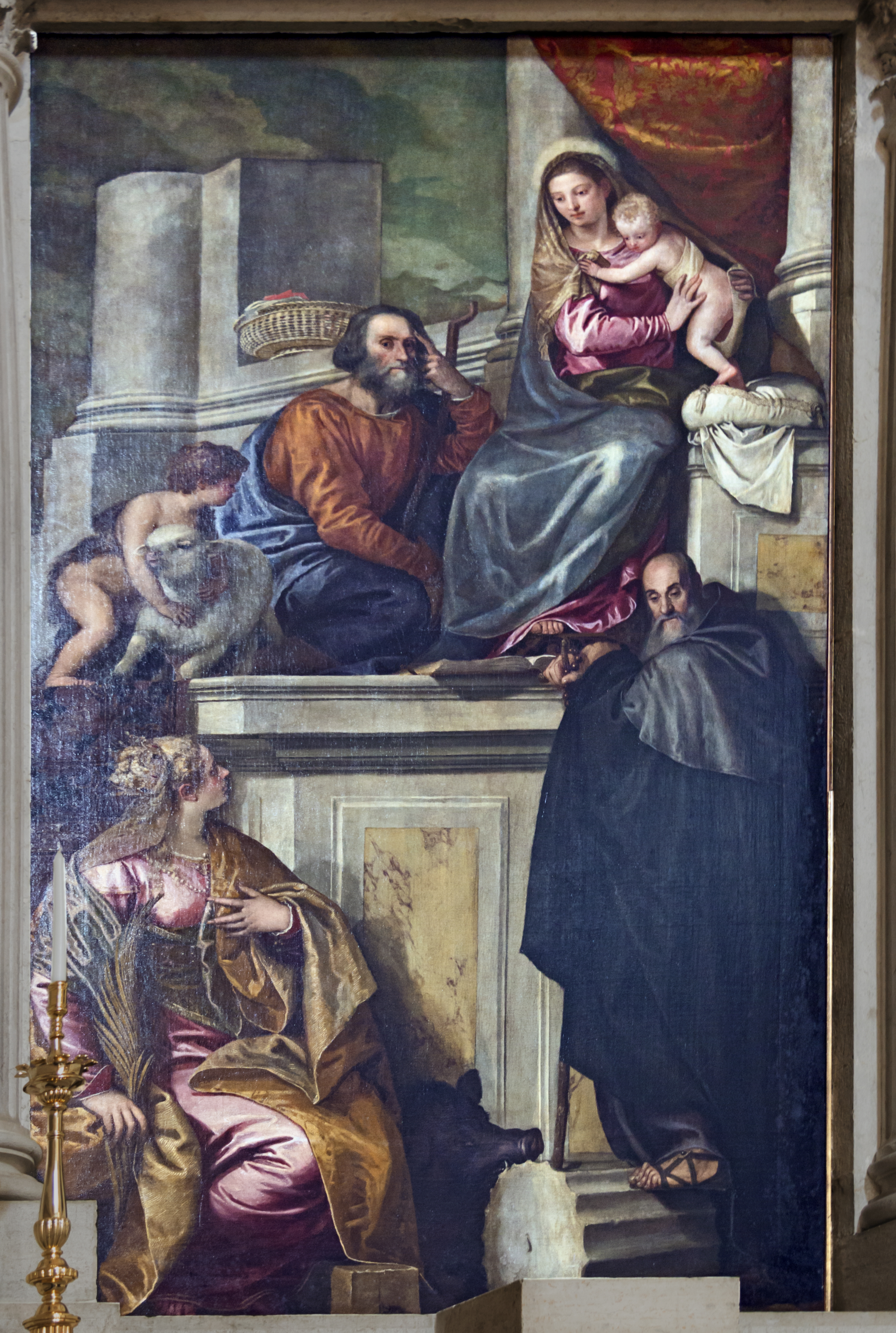
Paolo Veronese, Madonna z Dzieciątkiem i ze św. Janem Chrzcicielem, św. Katarzyną i św. Antonim Pustelnikiem (Kaplica Giustinian „della Salute”)

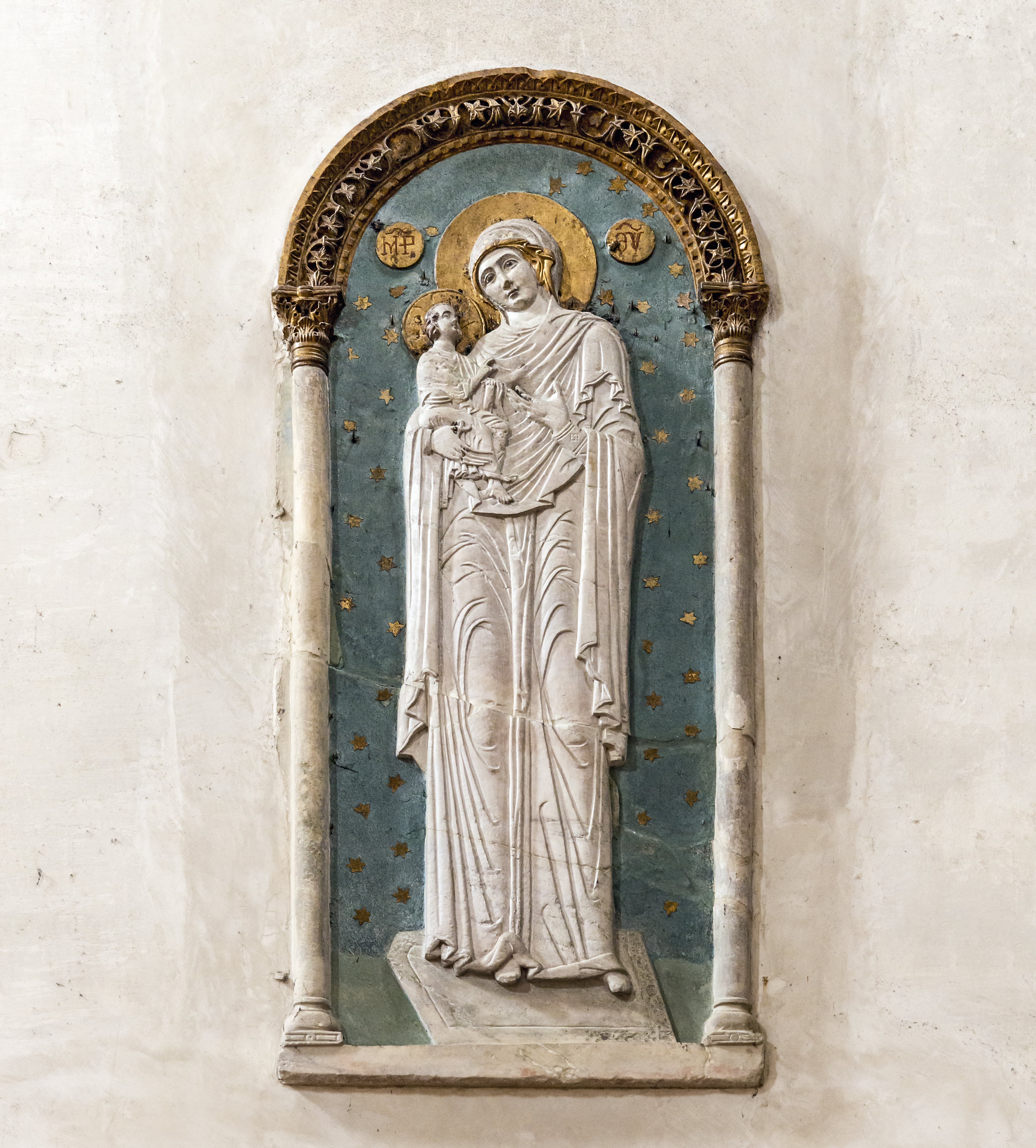
Madonna bizantyńska

Wnętrze zostało zaprojektowane na planie krzyża łacińskiego z pojedynczą nawą i bez naw bocznych. Nawa została przedłużona tworząc kształt litery T, symbol zbawienia i doskonałości. Harmonijne wnętrze pozostaje w zgodzie z surowością zasad franciszkanów. Jest rezultatem badań neo-platońskich proporcji dokonanych przez Francesco Zorziego (i zawartych w dziele De harmonia mundi totius z 1525 roku) i związanej z tym jego późniejszej korekty planów Sansovina. Proporcje zostały dostosowane tak, aby odpowiadać świętej geometrii liczby trzy, odzwierciedlającej Trójcę Świętą. Po obu stronach nawy znajduje się po pięć kaplic. W zakrystii (z lewej strony nawy) znajduje się ołtarz Sansovina i kilka innych, niewielkich obrazów.

### Prezbiterium
Prezbiterium zostało zbudowane a planie kwadratu. Jest flankowane dwiema kaplicami bocznymi. Ołtarz główny oddziela chór zakonny od części dostępnej dla widoku wiernych.

#### Ołtarz główny
Ołtarz został prezbiterium został zbudowany w drugiej połowie XVI wieku z polichromowanego drewna sosnowego i topolowego, przypuszczalnie według projektu Girolama Campagni. Stół ołtarzowy wykonano z płyty kamiennej. Po obu jej stronach stoją cztery drewniane kolumny oraz posągi św. Franciszka i św. Antoniego. W centrum znajduje się krzyż, który zastąpił usunięty obraz. W 1649 roku Baldassare Longhena dokonał rekonstrukcji ołtarza, umieszczając na szczycie ośmiu kolumn korynckich gzyms w stylu barokowym. W drugiej połowie XIX wieku dodano wielkie tabernakulum, przeniesione z wyburzonego kościoła Santa Lucia, jak również posągi Świętego Franciszka Świętego Antoniego. Tabernakulum zostało usunięte w 1939 roku w związku z przywróceniem ołtarzowi wyglądu bardziej odpowiadającego surowym zasadom duchowości franciszkańskiej. Na lewym filarze umieszczono epigraf informujący o położeniu pierwszego kamienia pod budowę kościoła (5 sierpnia 1534), natomiast na prawym – epigraf informujący o konsekracji kościoła po zakończeniu jego budowy.

#### Dekoracje ścian
Na ścianach prezbiterium wisi szereg obrazów, w tym na prawej: Madonna podająca Dzieciątko Świętemu Franciszkowi, przypisywany Palmie młodszemu, Wieczerza w domu faryzeusza pędzla A. Michiela, Trójca Przenajświętsza Fedeli Francesca, zwanego Maggiotto i Najświętsza Maryja Panna błagająca Chrystusa o uwolnienie Wenecji od zarazy Domenica Tintoretta i na lewej: Najświętsza Maryja Panna z Dzieciątkiem spełnia prośby Świętych Franciszka Dominika uwalniając Wenecję od zarazy Domenica Tintoretta, Święty Piotr z Alkantary udzielający Komunii Świętej Teresie z Ávili Umile da Foligno oraz Chrystus błogosławiący Wenecję, Najświętszą Maryję Pannę i Świętych Palmy młodszego. Pod obu ścianami stoją stalle. Na ścianie lewej znajduje się pomnik nagrobny doży Andrei Gritttiego (dzieło szkoły palladiańskiej).

### Kaplica Giustinian „dei vescovi”
Kaplica Giustinian „dei vescovi”, usytuowana z prawej strony prezbiterium, jest poświęcona Świętemu Piotrowi z Alkantary. Od początku była związana z rodem Giustinian, a zwłaszcza z wywodzącymi się z tego rodu biskupami (stąd jej określenie). W marmurowym ołtarzu kaplicy znajduje się obraz Święty Franciszek bierze Dzieciątko z rąk Najświętszej Maryi Panny Sante Perandy. Pod obu ścianami kaplicy stoją stelle, natomiast jej ściany zdobią obrazy wmontowane w stiukowe gzymsy; na prawej: Śmierć Świętego Piotra z Alkantary Fransesca Fontebassa, Cnoty teologalne Jacopa Marieschiego, Święty Piotr i królowa Hiszpanii Fransesca Fontebassa, oraz na lewej: Święty Piotr wskazuje Świętej Teresie z Ávili drogę do raju Fransesca Fontebassa, Pokuta i medytacja Francesca Maggiotta i Ekstaza Świętego Piotra Fransesca Fontebassa.

### Prawy transept
W posadzce prawego transeptu znajdują się płyty nagrobne Bernarda Sagreda i doży Nicolò Sagreda, doży Marcantonia Trivisana (jest to największa spośród płyt nagrobnych, znajdujących się w kościele), Bartolomea Gradeniga i Leonarda Foscariniego.

#### Kaplica Morosini (lub delle Sbarre)
Kaplica w prawym ramieniu transeptu, poświęcona początkowo świętej Klarze, później Matce Bożej Wniebowziętej i ostatecznie Madonnie del Parto, stała się ostatecznie kaplicą pogrzebową szlachcica Marcantonia Morosiniego, który spoczął w niej w 1536 roku. W jej ołtarzu znajduje się obraz Madonna na tronie z Dzieciątkiem na tle kwiatów i owoców, pędzla Antonia da Negroponte z 1450 roku. Jest on jedynym zachowanym dziełem tego artysty; pomimo że został namalowany w połowie XV wieku, jest ekscentrycznie gotycki i podobny do gobelinu, z bogato namalowaną suknią Maryi, uzupełnioną barwnymi wkładkami papierowymi i kilkoma osobliwymi figurami oraz klasyczną architekturą. Obraz w lunecie, dodany później i przedstawiający Ojca Przedwiecznego, namalował Benedetto Rusconi.

#### Portal w prawym transepcie
Wykonanie portalu, zwanego Terra Santa (Ziemia Święta), przypisywano Jacopowi Sansovinovi, ale uważa się, iż jest to dzieło Guglielma dei Grigi. Portal pełni funkcję pomnika nagrobnego kapitana Domenica Trivisana, ojca doży Marcantonia Trivisana.

### Kaplica Bragadin
Pierwsza kaplica po prawej stronie nawy, nosząca wezwanie Świętej Katarzyny została w 1537 roku kupiona przez Girolama Bragadina, prokuratora św. Marka oraz jego małżonkę Katarzynę z przeznaczeniem na grobowiec rodzinny. Po obu stronach ołtarza umieszczono herby rodu. W ołtarzu znajduje się obraz Święta Katarzyna Aleksandryjska ze Świętymi Hieronimem, Janem Chrzcicielem i Jakubem Apostołem pędzla Giuseppe Porty. Po obu stronach ołtarza wiszą obrazy: Ostatnia Wieczerza Francesca di Simone da Santacroce (ściana prawa) i Zmartwychwstanie Chrystusa Giovanniego da Asola (ściana lewa). W posadzce wmurowano kamień nagrobny Girolama Bragadina.

### Kaplica Badoer-Surian
Druga kaplica po prawej stronie nawy, poświęcona początkowo świętemu Krucyfiksowi (przeniesionemu później do klasztoru), następnie Niepokalanie Poczętej (od 1836 roku) i 1850 roku Beata Vergine della Celestia została kupiona w 1535 roku przez Piera Badoera, prokuratora św. Marka. W niszy wystawnego barokowego ołtarza umieszczono drewnianą, polichromowaną figurę Maryi Dziewicy dłuta nieznanego artysty. Na nią znajduje się obraz szkoły weneckiej Niepokalana i Święty Krzysztof. Na ścianach bocznych wiszą obrazy Ofiara Izaaka Giovanniego Battisty Pittoniego i Rebeka przy studni z Eleazarem Nicoli Grassiego (na prawej) oraz Samarytanka przy studni Francesca Polazza i Uzdrowienie ślepca Angela Trevisaniego. W posadzce znajduje się kamień nagrobny Christofora Suriana.

### Kaplica Contarini
Trzecią kaplicę po prawej stronie nawy, poświęcona świętemu Franciszkowi z Asyżu, kupił w 1536 roku szlachcic Zuane Contarini. Obecnie w kaplicy znajdują się grobowce dożów Alvise i Francesca Contarinich. Autorem obu grobowców jest Antonio Gai. Ołtarz zdobi obraz Palmy młodszego Madonna w glorii.

### Kaplica Malipiero–Badoer
Czwartą kaplicę po prawej stronie nawy, poświęconą Zmartwychwstaniu, kupił w 1546 roku szlachcic Sebastiano Malipiero, jednak z powodu problemów z testamentem przypadła ona sto lat później rodowi Badoer. Popiersia dwóch członków rodu, Andrei i Alberta, znalazły się na ścianach kaplicy, natomiast w ołtarzu umieszczono obraz Zmartwychwstanie Chrystusa Paola Veronese.

### Kaplica Barbaro
Piąta kaplica po prawej stronie nawy, poświęcona świętemu Janowi Chrzcicielowi, przypadła rodowi Barbaro. Popiersia dwóch członków rodu, Francesca i Zaccarii, znalazły się na ścianach kaplicy, natomiast w posadzce – kamienie nagrobne Ermolaa i Giosafata. Marmurowy, polichromowany ołtarz zdobi płótno Chrzest Chrystusa pomiędzy Świętym Franciszkiem a Świętym Bernardynem ze Sieny pędzla Battisty Franca.

### Kaplica Badoer–Giustinian
Kaplica Badoer–Giustinian, usytuowana z lewej strony prezbiterium, została poświęcona Świętemu Hieronimowi. Do jej zbudowania przyczynił się szlachcic Girolamo Badoer, który po śmierci został w niej pochowany. W ołtarzu kaplicy umieszczony jest obraz Sąd Ostateczny, natomiast nad stołem ołtarzowym – marmurowy tryptyk Święty Hieronim i czterech Świętych dłuta Pietra Lombarda. Prawą ścianę kaplicy zdobią płaskorzeźby Dwaj Ewangeliści Tullia i Lombardów oraz Prorocy i Cykl Chrystologiczny Pietra Lombarda. Podobne płaskorzeźby zdobią ścianę prawą.

### Lewy transept

#### Portal w lewym transepcie
Wykonanie portalu w lewym transepcie (podobnie jak jego odpowiednika w prawym transepcie), przypisywano Jacopowi Sansovinovi, ale obecnie uważa się, iż jest to dzieło Guglielma dei Grigi. Portal pełni funkcję pomnika nagrobnego doży Marcantonia Trivisana, którego przedstawia wieńcząca portal płaskorzeźba Doża Marcantonio Trivisano klęczący przed krucyfiksem (przypisywana dei Grigiemu). Ściany kaplicy zdobią między innymi herby rodowe Trivisanów. W głębi, pod portalem, znajduje się Kaplica Święta (Cappella Santa). W jej ołtarzu umieszczony jest obraz Madonna z Dzieciątkiem pomiędzy Świętymi Janem Chrzcicielem, Franciszkiem, Hieronimem, Sebastianem i donatorem Giacomem Dolfinem (przemalowanym w okresie późniejszym, ubranym w strój pielgrzyma), pędzla Giovanniego Belliniego (sygnowany).

### Kaplica Grimani
Kaplica Grimani, pierwsza z lewej strony, poświęcona została Trzem Królom. W 1537 roku nabył ją szlachcic Vettor Grimani, prokurator św. Marka z przeznaczeniem na kaplicę grobową dla siebie i swego brata Marina. Po jego śmierci kaplicę przejął inny z jego braci, Giovanni, patriarcha Akwilei i przeznaczył na własną kaplicę grobową przenosząc ciało Vettora do kościoła Sant'Antonio. Ołtarz kaplicy zbudował w 1883 roku Domenico Fadiga. Zdobi go namalowany na marmurze obraz olejny Pokłon Trzech Króli Federica Zuccariego. W lunecie nad ołtarzem widnieją trzy freski: Zmartwychwstanie Chrystusa (pośrodku), Eliasz uzdrawia syna wdowy (z prawej strony) oraz Eliasz i ognisty rydwan (z lewej). Z obu stron ołtarza znajdują się nisze z alegorycznymi posągami z brązu: Pokój (z prawej) i Sprawiedliwość (z lewej), obie dłuta Tiziana Aspettiego. W posadzce umieszczono płytę nagrobną Giovanniego Grimaniego.

### Kaplica Montefeltro
Kaplica Montefeltro, druga z lewej strony, zawdzięcza swoje powstanie Nicoli da Urbino, hrabiemu Montefeltro, który testamentem sporządzonym w 1397 roku zarządził wzniesienie po swej śmierci kaplicy w kościele św. Marka. Jego wola nie została jednak wypełniona i w 150 lat później zbudowano poświęconą mu kaplicę w tutejszym kościele. W ołtarzu, zbudowanym w 1561 roku przez F. Smeraldiego znajdują się trzy posągi: Świętego Antoniego Pustelnika (pośrodku), Świętego Sebastiana (z prawej strony) i Świętego Rocha (z lewej), wszystkie autorstwa Alessandra Vittorii.

### Kaplica Basso-Sagredo
Kaplica Basso-Sagredo, trzecia z lewej strony, poświęcona świętemu Gerardowi Sagredowi, została w 1548 roku nabyta przez braci Alberta i Giovanniego Bassów, a w 1663 roku stała się własnością rodu Sagredów, który dla uczczenia sławnego przodka hojnie ją uposażył. W ołtarzu znajduje się figura Świętego Gerarda Sagreda, wyrzeźbiona przez Andreę Cominelliego, a ponad nią – grupa rzeźbiarska Madonna z Dzieciątkiem i muzykującymi aniołami dłuta tego samego artysty. Sklepienie zdobi fresk Apoteoza Świętego Gerarda, a pendentywy – Święty Mateusz, Święty Marek, Święty Łukasz i Święty Jan. Na prawej ścianie znajdują się popiersia patriarchy Alvise Sagreda i doży Nicolò Sagreda, obie dłuta Antonia Gaia. Powyżej nich widnieją stiukowe festony oraz fresk Alegoria Trzech Cnót, autorstwa Giovanniego Battisty Tiepola.

### Kaplica Dandolo
Kaplica Dandolo, czwarta z lewej strony, poświęcona Świętemu Bernardowi ze Sieny, została w 1538 roku nabyta przez szlachcica Vincenza Grimaniego, prokuratora św. Marka, po czym sprzedana Elisabetcie Dandolo, która zamierzała upamiętnić Antonia Dandola i Bernarda Dandola. W ołtarzu kaplicy znajduje się obraz Dziewica z Dzieciątkiem, Świętym Antonim Pustelnikiem i Świętym Bernardem. Na prawo od ołtarza, nad zamurowanym oknem widnieje fresk Sybilla Erytrejska Giuseppe Porty. Na ścianach umieszczono epigrafy nagrobne: Antonia Dandola (na prawej) i Bernarda Dandola (na lewej).

### Kaplica Giustinian „della Salute”
Kaplica Giustinian „della Salute”, piąta z lewej strony, poświęcona Najświętszej Maryi Pannie od Zdrowia (wl. della Salute), została nabyta w 1536 roku przez szlachcica Lorenza Giustinianiego. Ołtarz został zbudowany z kamienia z Istrii. Umieszczony w nim obraz, Madonna z Dzieciątkiem, Świętym Janem Chrzcicielem, Świętą Katarzyną i Świętym Antonim Pustelnikiem namalował około 1551 roku Paolo Veronese, cztery lata przed swoim osiedleniem się w Wenecji. Było to jego pierwsze poważne dzieło w stworzone w tym mieście. Piramidalna i asymetryczna struktura malowidła wykazuje wpływ podobnego obrazu Tycjana, La Madona di Ca'Pesaro, z bazyliki Santa Maria Gloriosa dei Frari. Ściany kaplicy zdobią obrazy pędzla Antonia Vassillacchiego: Dziewica z Dzieciątkiem i pasterzami (prawa) i Dziewica z Dzieciątkiem (lewa).

### Kaplica Priuli
Kaplica Priuli, szósta z lewej strony, poświęcona została świętemu Paschalisowi Baylónowi. Należała do rodu Priulich. W niszy ołtarza kaplicy znajduje się drewniana rzeźba przedstawiająca świętego Paschalisa, dzieło Marchiò Molzinera, a pod nią – XVIII-wieczny krucyfiks nieznanego twórcy. Na stole ołtarzowym stoi urna z prochami Świętej Krystyny Męczennicy. Prawą ścianę kaplicy zdobi obraz Matka Boska Bolesna, przypisywany Antoniowi Vassilacchiemu.

### Wewnętrzna ściana fasady
Na wewnętrznej ścianie fasady widnieje płaskorzeźba bizantyńska z XII wieku, przedstawiająca Madonnę z Dzieciątkiem.